# Otto Grote zu Schauen

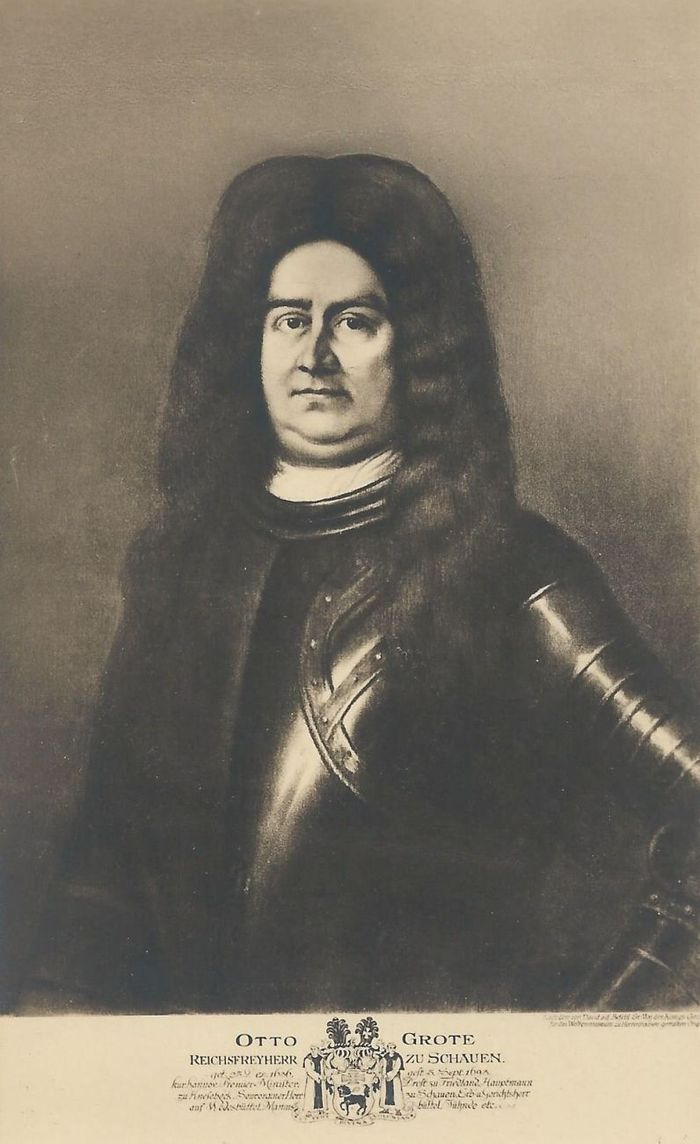
„Otto Grote Reichsfreyherr zu Schauen“ mit Allongeperücke und in Ritterrüstung;
kommentierte Ansichtskarte nach einem Gemälde im Niedersächsischen Landesmuseum Hannover

Otto Grote Reichsfreiherr zu Schauen (* 25. Dezember 1636jul. / 4. Januar 1637greg. in Sonderburg (Schleswig); † 5. Septemberjul. / 15. September 1693greg. in Hamburg) war ein braunschweig-lüneburgischer Staatsmann. Seine Korrespondenz mit Gottfried Wilhelm Leibniz ist heute Teil des Weltdokumentenerbes der UNESCO.

## Leben
Otto Grote, Reichsfreiherr zu Schauen entstammte der lüneburgischen Adelsfamilie Grote. Nach dem Dreißigjährigen Krieg studierte er 1653 bis 1656 an den Universitäten Helmstedt und Leiden und ging anschließend auf Reisen.
1665 wurde Grote Geheimer Rat und Kammerpräsident unter Herzog Johann Friedrich von Braunschweig-Lüneburg. Diese Funktionen übte er auch für den jüngeren Bruder und Nachfolger Johann Friedrichs aus, den späteren Kurfürsten von „Kurhannover“, Ernst August. De facto war Grote Erster Minister und war gemeinsam mit Johann Christoph von Limbach, dem braunschweigischen Gesandten am Reichstag in Regensburg und am  kaiserlichen Hof in Wien, nach zahlreichen diplomatischen Missionen entscheidend am Erwerb der 9. Kurwürde für das Haus Hannover im Jahr 1692 beteiligt.
Kurz zuvor gelang ihm 1689 der Erwerb der reichsunmittelbaren Herrschaft Schauen im Nordharz von den Fürsten von Waldeck, eine 200-Seelen-Herrschaft, die in erster Linie mit Kosten verbunden war, mit deren Besitz jedoch zugleich der Erwerb der Reichsfreiherrn-Würde zu Schauen verbunden war. Die Kaufurkunde wurde ihm im Mai des Jahres in seinem außerhalb des Steintors beim St.-Nikolai-Hof gelegenen Gartenhaus überbracht.

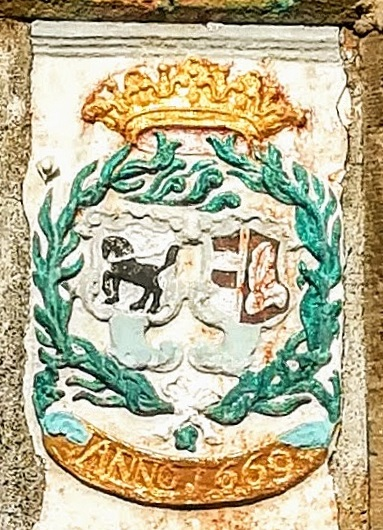
Allianzwappen Grote–Ahlefeldt, Schloss Jühnde, 1669

Otto Grote starb während der Verhandlungen mit Dänemark über Sachsen-Lauenburg noch vor Abschluss des Hamburger Vergleichs. Monate nach seinem Tod wurde er am 16. Dezember 1693 in Hannovers Hofkirche beigesetzt bis zur späteren Überführung in das Erbbegräbnis der Familie.
Gottfried Wilhelm Leibniz verfasste ein lateinisches Distichon auf den Tod Otto Grotes, in dem er ihn „secli decus – Zierde des Jahrhunderts“ nennt.

## Familie
Otto Grote heiratete 1667 in Hamburg Anna Dorothea von Ahlefeldt. Sie hatten zehn Kinder.